# Лаврентий Бриндизийский
Лаврентий Бриндизийский (Лоренцо Бриндизийский; итал. Lorenzo da Brindisi; имя при рождении — Джулио Чезаре де Росси, итал. Giulio Cesare Russo; 22 июля 1559, Бриндизи — 22 июля 1619, Лиссабон) — итальянский теолог, учитель церкви. Включен в число святых Католической церкви.

## Биография
В 14 лет после ранней смерти родителей Джулио Чезаре стал послушником францисканского ордена, в 1575 году в Вероне как Fra Lorenzo (брат Лоренцо) вступил в орден капуцинов. Приблизительно до 1583 года изучал теологию и философию в Падуанском университете. Известно, что он бегло говорил на нескольких европейских и семитских языках.
В 1583 году стал учителем и проповедником в Венеции, скоро прославился благодаря красноречию, многие его проповеди были записаны и сохранились. С 1590 года руководил провинциальными отделениями ордена капуцинов.
В 1599 году папа римский Климент VIII направил его в качестве представителя контрреформации на территории современной Германии и Австрии. Лаврентий основал монастыри в Праге, Вене и Гориции. В качестве армейского капеллана участвовал в войне против турок, его пламенная речь помогла одержать победу в сражении при Секешфехерваре.
С 1602 по 1605 годы был генералом ордена капуцинов. Впоследствии посредник в урегулировании нескольких конфликтов в Баварии, Савойе, Испании на службе у Святого Престола в качестве нунция. В 1618 году удалился от мирских дел, но по просьбе правителя Неаполя вернулся к деятельности миротворца. Путешествие к королю Испании жарким летом подорвало здоровье, через несколько дней после встречи с королём Лаврентий Бриндизийский умер в Лиссабоне в свой день рождения 22 июля.

## Творчество
Лаврентием Бриндизийским был написан комментарий к Книге Бытия, ряд сочинений против Лютера. Основной труд: девять томов проповедей.

## Прославление
В 1783 году беатифицирован, в 1881 году канонизирован, в 1959 году папа Иоанн XXIII объявил его учителем церкви.
День памяти — 21 июля.